# JQuery Mobile

JQuery Mobile est un Framework d'interface optimisé pour les appareils mobiles tactiles. Son objectif est de permettre de rapidement développer des applications mobiles ou des applications web monopage en réponse à la grande diversité des Smartphones et tablettes sur le marché. Il est développé par l'équipe du projet JQuery. Le Framework jQuery Mobile est compatible avec d'autres Frameworks mobiles tels que PhoneGap.
Le projet n'est plus actif depuis le 07/10/2021.